# Ben l'Oncle Soul (album)
Ben l'Oncle Soul is het eerste studioalbum van de Franse zanger Ben l'Oncle Soul (een pseudoniem van Benjamin Duterde). Op 11 mei 2010 gaf Motown Records het als cd en dubbelelpee uit.
Op de vinylversie is Duterdes vertolking van "Seven Nation Army" het laatste liedje, terwijl de cd ermee opent. De liedjes op Ben l'Oncle Soul, dat in 2009 voorafgegaan werd door Soul Wash (een ep met uitsluitend covers), zijn bijna allemaal mede door Duterde geschreven. Hij zingt zowel in het Frans als in het Engels. Op 19 november 2010 werd een speciale versie uitgebracht, met een uitvoering van "Soulman" en twaalf ansichtkaarten.

## Tracklist
| Nr. | Titel       | Schrijver(s)                                      | Duur |
| --- | ----------- | ------------------------------------------------- | ---- |
| 1.  | Soulman     | Ben l'Oncle Soul, Freddi Chellaoui, Gabin Lesieur | 3:44 |
| 2.  | Petite Sœur | Ben, Chellaoui, Lesieur                           | 4:11 |
| 3.  | Mon Amour   | Ben, Yann Poirier                                 | 3:50 |
| 4.  | Elle Me Dit | Ben, Chellaoui, Lesieur, Guillaume Poncelet       | 4:05 |

| Nr. | Titel               | Schrijver(s)                  | Duur |
| --- | ------------------- | ----------------------------- | ---- |
| 5.  | I Don't Wanna Waste | Ben, Poncelet, Fanny Damiette | 4:23 |
| 6.  | Come Home           | Ben, Lesieur, Adam Turner     | 3:47 |
| 7.  | L'Ombre d'un Homme  | Ben, Charbonnel, Lesieur      | 4:48 |

| Nr. | Titel                                      | Schrijver(s)                   | Duur |
| --- | ------------------------------------------ | ------------------------------ | ---- |
| 8.  | Ain't Off to the Back (met Beat Assailant) | Ben, Lesieur, Turner           | 3:51 |
| 9.  | Lise                                       | Ben, Chellaoui, Lesieur        | 4:17 |
| 10. | Demain J'Arrête                            | Ben, Monsieur Maleek, Poncelet | 3:07 |

| Nr. | Titel                           | Schrijver(s)                     | Duur |
| --- | ------------------------------- | -------------------------------- | ---- |
| 11. | Partir                          | Ben, Charbonnel, Poirier         | 4:11 |
| 12. | Lose It                         | Ben, Chellaoui, Poncelet, Turner | 3:34 |
| 13. | Back for You                    | Ben, Lesieur, Turner             | 4:48 |
| 14. | Seven Nation Army (geremasterd) | Jack White                       | 2:59 |

## Hitnotering

### NederlandseAlbum Top 100
| Hitnotering: (Week 1 t/m 7) 07-08-2010 t/m 18-09-2010 Hitnotering (Week 8 t/m 11) 15-01-2011 t/m 05-02-2011 Hitnotering: (Week 12 t/m 14) 05-03-2011 t/m 19-03-2011 Hitnotering: (Week 15) 14-05-2011 Hitnotering: (Week 16 t/m 24) 16-07-2011 t/m 10-09-2011 | Hitnotering: (Week 1 t/m 7) 07-08-2010 t/m 18-09-2010 Hitnotering (Week 8 t/m 11) 15-01-2011 t/m 05-02-2011 Hitnotering: (Week 12 t/m 14) 05-03-2011 t/m 19-03-2011 Hitnotering: (Week 15) 14-05-2011 Hitnotering: (Week 16 t/m 24) 16-07-2011 t/m 10-09-2011 | Hitnotering: (Week 1 t/m 7) 07-08-2010 t/m 18-09-2010 Hitnotering (Week 8 t/m 11) 15-01-2011 t/m 05-02-2011 Hitnotering: (Week 12 t/m 14) 05-03-2011 t/m 19-03-2011 Hitnotering: (Week 15) 14-05-2011 Hitnotering: (Week 16 t/m 24) 16-07-2011 t/m 10-09-2011 | Hitnotering: (Week 1 t/m 7) 07-08-2010 t/m 18-09-2010 Hitnotering (Week 8 t/m 11) 15-01-2011 t/m 05-02-2011 Hitnotering: (Week 12 t/m 14) 05-03-2011 t/m 19-03-2011 Hitnotering: (Week 15) 14-05-2011 Hitnotering: (Week 16 t/m 24) 16-07-2011 t/m 10-09-2011 | Hitnotering: (Week 1 t/m 7) 07-08-2010 t/m 18-09-2010 Hitnotering (Week 8 t/m 11) 15-01-2011 t/m 05-02-2011 Hitnotering: (Week 12 t/m 14) 05-03-2011 t/m 19-03-2011 Hitnotering: (Week 15) 14-05-2011 Hitnotering: (Week 16 t/m 24) 16-07-2011 t/m 10-09-2011 | Hitnotering: (Week 1 t/m 7) 07-08-2010 t/m 18-09-2010 Hitnotering (Week 8 t/m 11) 15-01-2011 t/m 05-02-2011 Hitnotering: (Week 12 t/m 14) 05-03-2011 t/m 19-03-2011 Hitnotering: (Week 15) 14-05-2011 Hitnotering: (Week 16 t/m 24) 16-07-2011 t/m 10-09-2011 | Hitnotering: (Week 1 t/m 7) 07-08-2010 t/m 18-09-2010 Hitnotering (Week 8 t/m 11) 15-01-2011 t/m 05-02-2011 Hitnotering: (Week 12 t/m 14) 05-03-2011 t/m 19-03-2011 Hitnotering: (Week 15) 14-05-2011 Hitnotering: (Week 16 t/m 24) 16-07-2011 t/m 10-09-2011 | Hitnotering: (Week 1 t/m 7) 07-08-2010 t/m 18-09-2010 Hitnotering (Week 8 t/m 11) 15-01-2011 t/m 05-02-2011 Hitnotering: (Week 12 t/m 14) 05-03-2011 t/m 19-03-2011 Hitnotering: (Week 15) 14-05-2011 Hitnotering: (Week 16 t/m 24) 16-07-2011 t/m 10-09-2011 | Hitnotering: (Week 1 t/m 7) 07-08-2010 t/m 18-09-2010 Hitnotering (Week 8 t/m 11) 15-01-2011 t/m 05-02-2011 Hitnotering: (Week 12 t/m 14) 05-03-2011 t/m 19-03-2011 Hitnotering: (Week 15) 14-05-2011 Hitnotering: (Week 16 t/m 24) 16-07-2011 t/m 10-09-2011 | Hitnotering: (Week 1 t/m 7) 07-08-2010 t/m 18-09-2010 Hitnotering (Week 8 t/m 11) 15-01-2011 t/m 05-02-2011 Hitnotering: (Week 12 t/m 14) 05-03-2011 t/m 19-03-2011 Hitnotering: (Week 15) 14-05-2011 Hitnotering: (Week 16 t/m 24) 16-07-2011 t/m 10-09-2011 | Hitnotering: (Week 1 t/m 7) 07-08-2010 t/m 18-09-2010 Hitnotering (Week 8 t/m 11) 15-01-2011 t/m 05-02-2011 Hitnotering: (Week 12 t/m 14) 05-03-2011 t/m 19-03-2011 Hitnotering: (Week 15) 14-05-2011 Hitnotering: (Week 16 t/m 24) 16-07-2011 t/m 10-09-2011 | Hitnotering: (Week 1 t/m 7) 07-08-2010 t/m 18-09-2010 Hitnotering (Week 8 t/m 11) 15-01-2011 t/m 05-02-2011 Hitnotering: (Week 12 t/m 14) 05-03-2011 t/m 19-03-2011 Hitnotering: (Week 15) 14-05-2011 Hitnotering: (Week 16 t/m 24) 16-07-2011 t/m 10-09-2011 | Hitnotering: (Week 1 t/m 7) 07-08-2010 t/m 18-09-2010 Hitnotering (Week 8 t/m 11) 15-01-2011 t/m 05-02-2011 Hitnotering: (Week 12 t/m 14) 05-03-2011 t/m 19-03-2011 Hitnotering: (Week 15) 14-05-2011 Hitnotering: (Week 16 t/m 24) 16-07-2011 t/m 10-09-2011 | Hitnotering: (Week 1 t/m 7) 07-08-2010 t/m 18-09-2010 Hitnotering (Week 8 t/m 11) 15-01-2011 t/m 05-02-2011 Hitnotering: (Week 12 t/m 14) 05-03-2011 t/m 19-03-2011 Hitnotering: (Week 15) 14-05-2011 Hitnotering: (Week 16 t/m 24) 16-07-2011 t/m 10-09-2011 | Hitnotering: (Week 1 t/m 7) 07-08-2010 t/m 18-09-2010 Hitnotering (Week 8 t/m 11) 15-01-2011 t/m 05-02-2011 Hitnotering: (Week 12 t/m 14) 05-03-2011 t/m 19-03-2011 Hitnotering: (Week 15) 14-05-2011 Hitnotering: (Week 16 t/m 24) 16-07-2011 t/m 10-09-2011 | Hitnotering: (Week 1 t/m 7) 07-08-2010 t/m 18-09-2010 Hitnotering (Week 8 t/m 11) 15-01-2011 t/m 05-02-2011 Hitnotering: (Week 12 t/m 14) 05-03-2011 t/m 19-03-2011 Hitnotering: (Week 15) 14-05-2011 Hitnotering: (Week 16 t/m 24) 16-07-2011 t/m 10-09-2011 |
| Week: | 1 | 2 | 3 | 4 | 5 | 6 | 7 | | 8 | 9 | 10 | 11 | | 12 | 13 |
| --- | --- | --- | --- | --- | --- | --- | --- | --- | --- | --- | --- | --- | --- | --- | --- |
| Positie: | 94 | 65 | 77 | 78 | 77 | 64 | 82 | uit | 61 | 29 | 41 | 97 | uit | 94 | 49 |
| Week: | 14 | | 15 | | 16 | 17 | 18 | 19 | 20 | 21 | 22 | 23 | 24 | | |
| Positie: | 89 | uit | 99 | uit | 12 | 22 | 22 | 33 | 46 | 55 | 79 | 77 | 77 | uit | |